# NGC 7424
NGC 7424 је спирална галаксија у сазвежђу Ждрал која се налази на NGC листи објеката дубоког неба.
Деклинација објекта је - 41° 4' 15" а ректасцензија 22h 57m 18,4s. Привидна величина (магнитуда) објекта NGC 7424 износи 10,2 а фотографска магнитуда 10,9. Налази се на удаљености од 11,5000 милиона парсека од Сунца. NGC 7424 је још познат и под ознакама ESO 346-19, MCG -7-47-8, IRAS 22544-4120, PGC 70096.